# Contacto (émission de télévision)
Contacto, est une émission journalisme d'investigation chilienne, diffusée sur Canal 13 et présentée par Montserrat Álvarez.

## Animateurs

### Actuels
- Montserrat Álvarez (2014-présent)

### Précédents
- Mercedes Ducci (1991-2006)
- Iván Valenzuela (2007-2010)
- Pilar Rodríguez (2011)
- Emilio Sutherland (2013)

## Équipe
- Directeur: Pedro Vergara.
- Producteur exécutif: Patricia Bazán.
- Producteur général: Andrea Dell'Orto.
- Éditeur journaliste: Claudio Mendoza et Carolina Simpson.
- Sub-éditeur journalistique: Alejandro Toro.
- Journalistes: Claudio Mendoza, Emilio Sutherland, Roberto Cabezas, Raul Gamboni, Juan Francisco Riumalló, Elias Sanchez et Juan Francisco Rojas.
- Investigation: Juan Bustamante, Paulette Desormeaux, Josefina Eckholt, Magaly Messenet, Juan Francisco Riumalló et Gustavo Villarrubia.
- Centre de documentation: Miriam Salinas.
- Production operative: Isabel Arce et Kenny Matthei.
- Cameraman: Raúl Castillo et Alex Miranda.
- Secrétaire: Jacqueline González.
- Internet: Francisco Lobos.